# آشناك (آراغاتسوتن)
مدينة آشناك (بالإنجليزية: Ashnak)‏ هي إحدى المدن التابعة لمقاطعة آراغاتسوتن في أرمينيا. يقدر عدد سكانها بـ 1241 نسمة حسب الإحصاء الذي جرى عام 2011.